# 1956年民主党全国大会
1956年民主党全国大会 (1956 Democratic National Convention) は、大統領候補にイリノイ州のアドレイ・スティーヴンソン元州知事を、副大統領候補にテネシー州のエステス・キーフォーヴァー上院議員を、それぞれ指名した。1956年8月13日から17日までイリノイ州シカゴ南部のインターナショナル・アンフィシアターで開催された。ニューヨーク州のW・アヴェレル・ハリマン州知事、テキサス州のリンドン・ジョンソン上院議員とミズーリ州のスチュアート・サイミントン上院議員らは、大統領候補指名獲得に失敗した。
1952年に民主党大統領候補になり損ねたスティーヴンソンは、活発な候補として最も優勢であり、最初の投票で容易に再指名された。1952年にスティーヴンソンを支持して指名確保に協力したハリー・S・トルーマン前大統領は、1956年には彼の再指名に反対し、代わりにハリマンを支持した。トルーマンはもはや現職の大統領でなかったため、ハリマン支持は功を奏せず、スティーヴンソンは最初の投票で候補者に指名された。
この大会は、勝者キーフォーヴァーが上院議員ジョン・F・ケネディ（マサチューセッツ州）を破った、副大統領候補指名のための「自由投票」によって特徴付けられる。3度の投票を要した副大統領候補指名投票は、米国の主要政党による4年に1度の政治大会で行われた、最後の複数投票の1つであった。
民主党全国大会は、カリフォルニア州サンフランシスコのカウ・パレスで、共和党大会に先行して開催された。共和党集会で、現職大統領ドワイト・D・アイゼンハウアーは、2期目の候補者に指名された。
NBCは1956年大会を報じるテレビ番組の共同司会者として、チェット・ハントリーとデーヴィッド・ブリンクリーの2名のリポーターを選任した。2名がこの仕事を成功させたため、局は彼らを夕方のニュース番組「ハントリー＝ブリンクリー報告」（1956年-1970年）の司会に昇格させた。

## 1956年の民主党政策綱領
民主党は、国連、多角的軍縮、社会福祉・農業関連計画への支出の増額、「天然資源の開発、保護、管理、保存に関する充分かつ完全な計画」、原子力の平和利用への更なる依存を支持した。
公民権運動の高まりに配慮して、政策綱領は投票権、雇用機会均等、公立学校の人種差別撤廃が必要であるとした。

### 大統領候補の投票
下表は、リチャード・C・ベイン、ジュディス・H・パリス『大会決定と投票記録』に基づく。
| 1956年民主党全国大会大統領候補者指名選挙                 | 1956年民主党全国大会大統領候補者指名選挙 |
| 立候補者                                                 | 票                                       |
| 前イリノイ州知事アドレイ・スティーヴンソン               | 905.5                                    |
| ニューヨーク州知事W・アヴェレル・ハリマン                | 210                                      |
| 上院多数党院内総務リンドン・B・ジョンソン （テキサス州） | 80                                       |
| ミズーリ州選出上院議員スチュアート・サイミントン         | 45.5                                     |
| ケンタッキー州知事ハッピー・チャンドラー                 | 36.5                                     |
| ジョージア州選出下院議員ジェームズ・C・デーヴィス        | 33                                       |
| 元ヴァージニア州知事ジョン・S・バトル                    | 32.5                                     |
| サウスカロライナ州知事ジョージ・ベル・ティマーマン       | 23.5                                     |
| オハイオ州知事フランク・J・ローシュ                      | 5.5                                      |
| -------------------------------------------------------- | ---------------------------------------- |

#### 副大統領候補指名
1956年民主党全国大会の最高潮は、スティーヴンソンが候補者選びに刺激を与えようとして、副大統領候補は代議員らの選挙で決めることにすると突如宣言したときであった。このため、数人の候補の間で激しい指名獲得競争が始まった。副大統領候補指名争いが興奮を生んだのは、投票開始までに各候補が代議員らに支持を訴える猶予が1日しかなかったことが大きい。主な対立候補は2人いた。1人は、主な代議員らの支持を得ていたキーフォーヴァー上院議員、もう1人は当時知名度の低かった若き上院議員ジョン・F・ケネディ（マサチューセッツ州）であった。ケネディは、2回目の投票で首位に躍り出て、専門家らを驚かせた。しかも、彼は指名まで15票不足していたに過ぎなかった。しかし、後に多くの州が「お気に入りの息子」候補からキーフォーヴァーに鞍替えし、結果キーフォーヴァーが勝利した。この時ケネディは、潔い敗北宣言をした。この敗北は、実際にはケネディの長きにわたる大統領への挑戦を後押しした。キーフォーヴァーを敗北寸前にまで追い込んだ彼は、全国的な知名度を獲得した。のみならず、キーフォーヴァーに敗北したことによって、彼は11月の選挙でアイゼンハウアーに敗北すると予想されていたスティーヴンソンが受けたような、あらゆる非難を免れた。副大統領候補指名選挙の得票合計は下表の通りである。なお、下表もベインとパリスの著作に基づく。
副大統領候補:

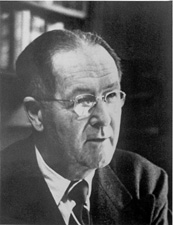
上院議員クリントン・プレスバ・アンダーソン （ニュー・メキシコ州）
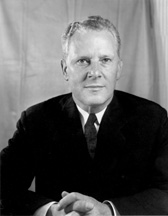
上院議員アルバート・ゴア・シニア（テネシー州）
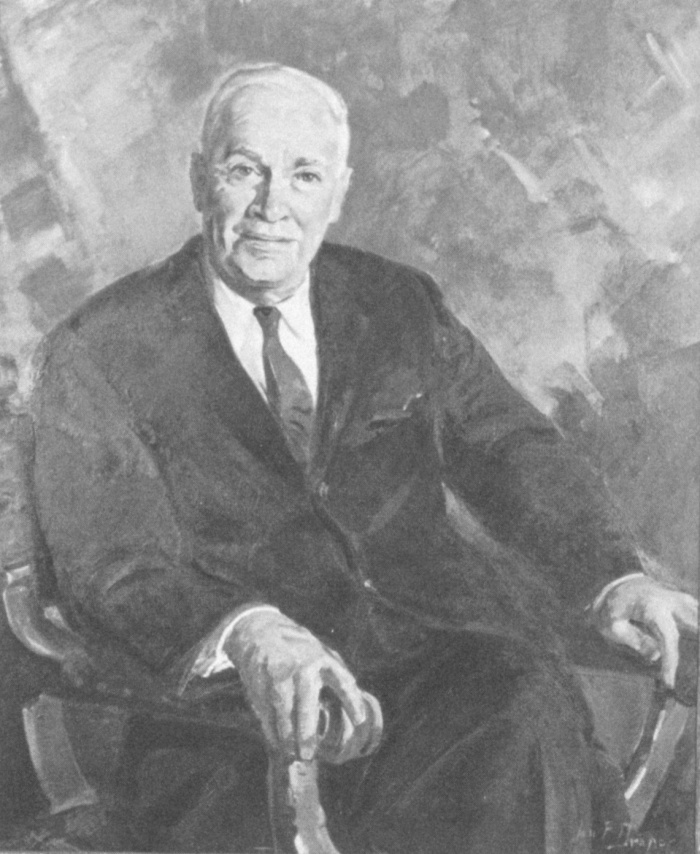
州知事ルーサー・H・ホッジズ（ノース・カロライナ州）
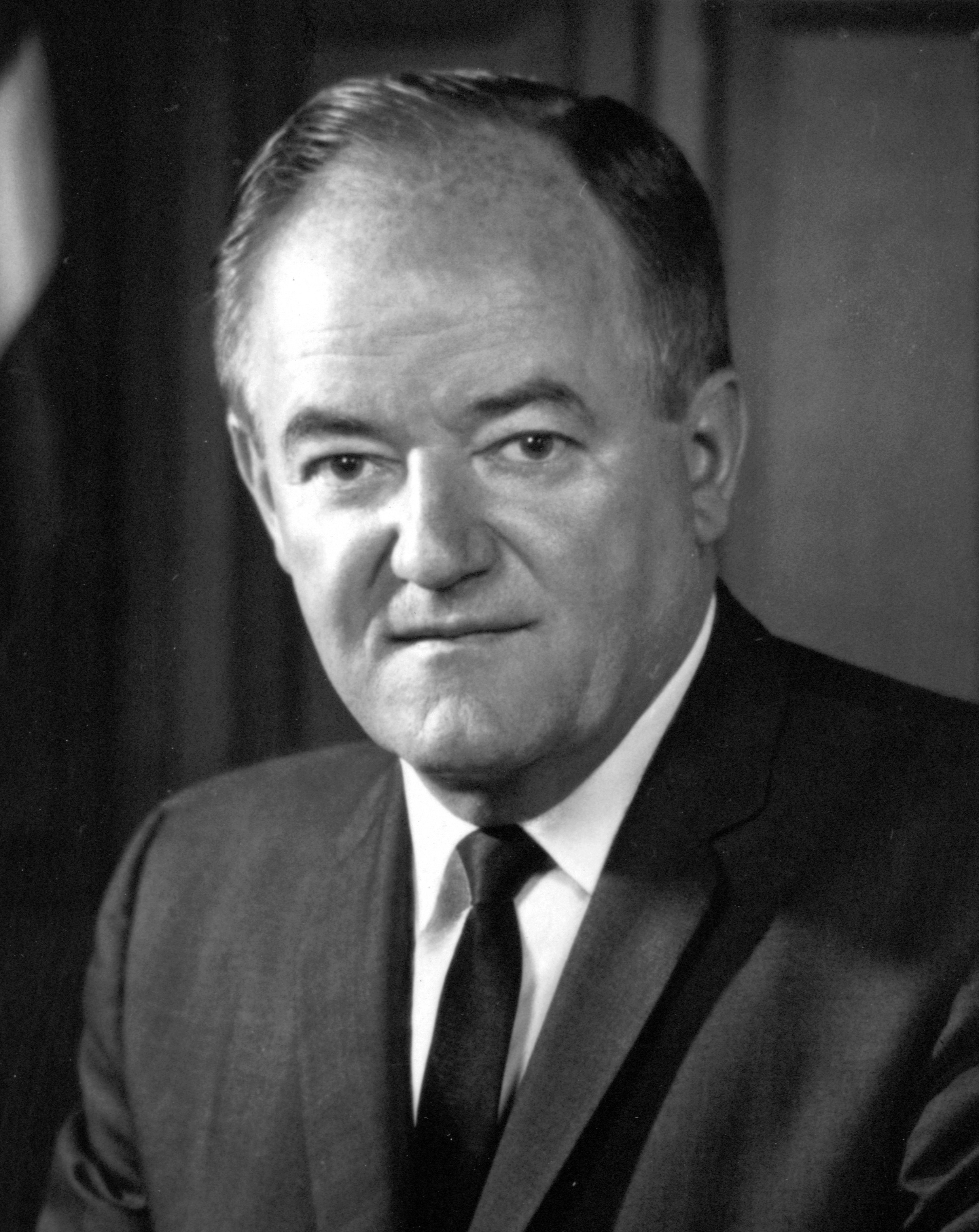
上院議員 ヒューバート・ハンフリー（ミネソタ州）
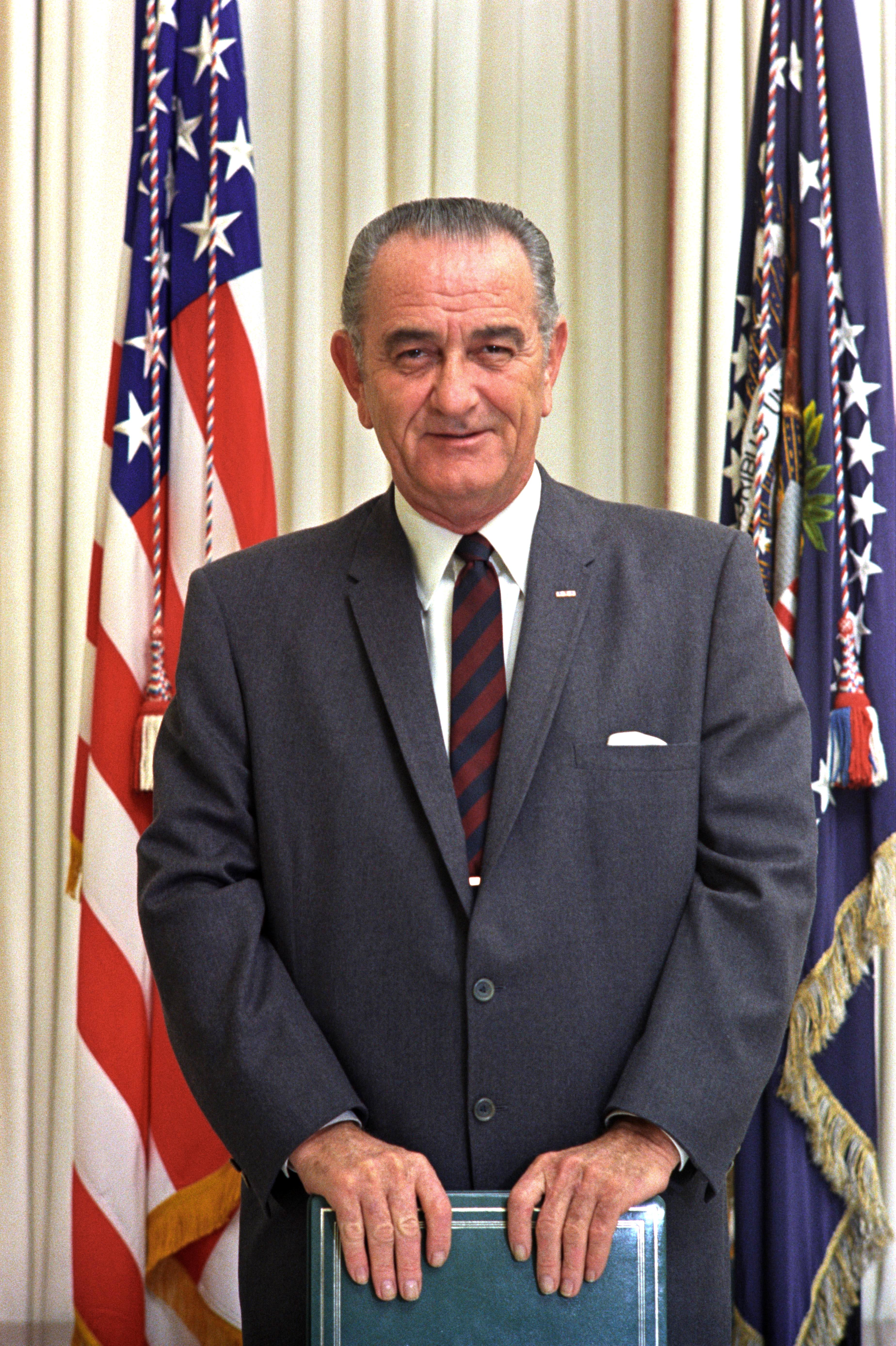
上院多数党院内総務リンドン・B・ジョンソン（テキサス州）
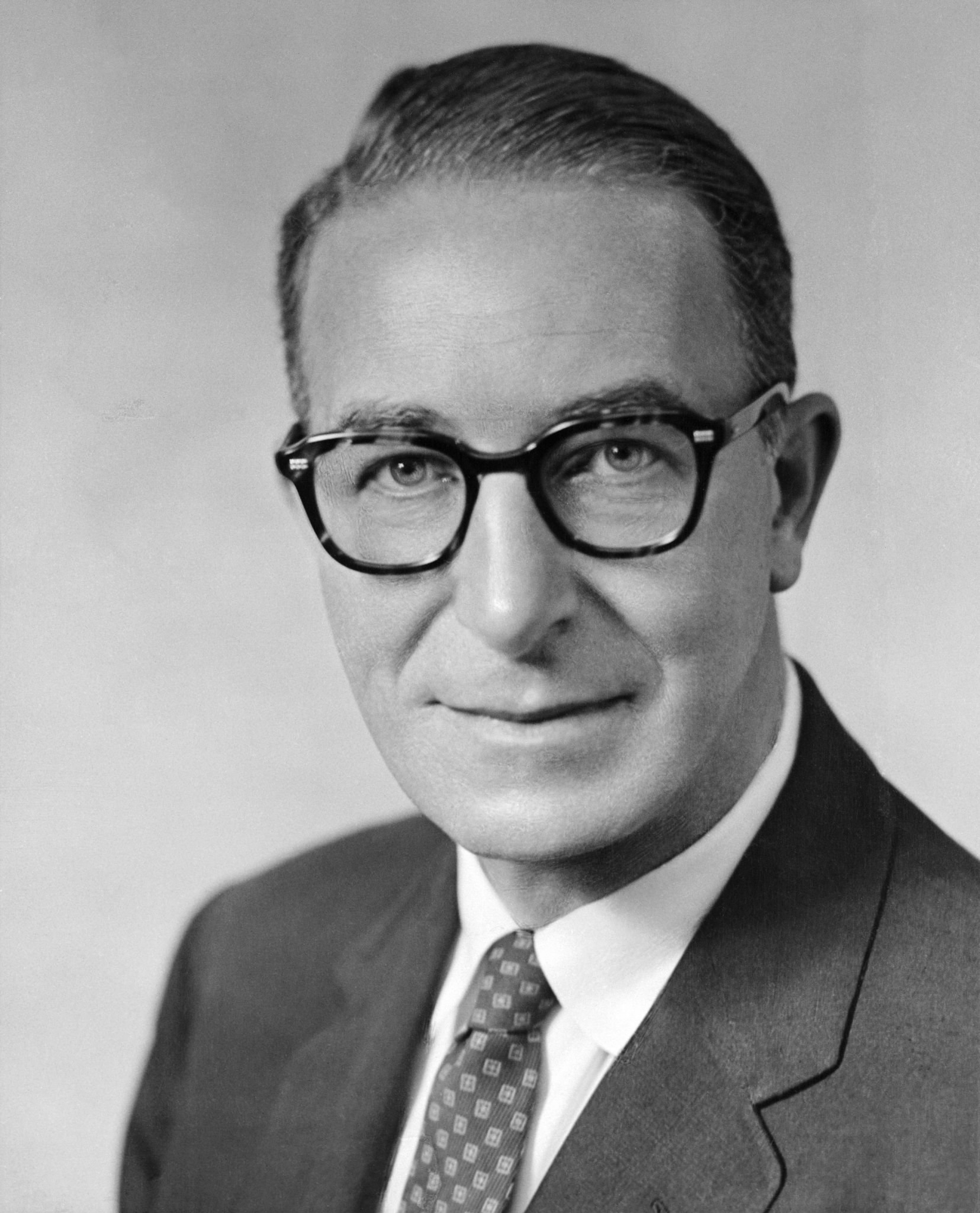
上院議員エステス・キーフォーヴァー（テネシー州）
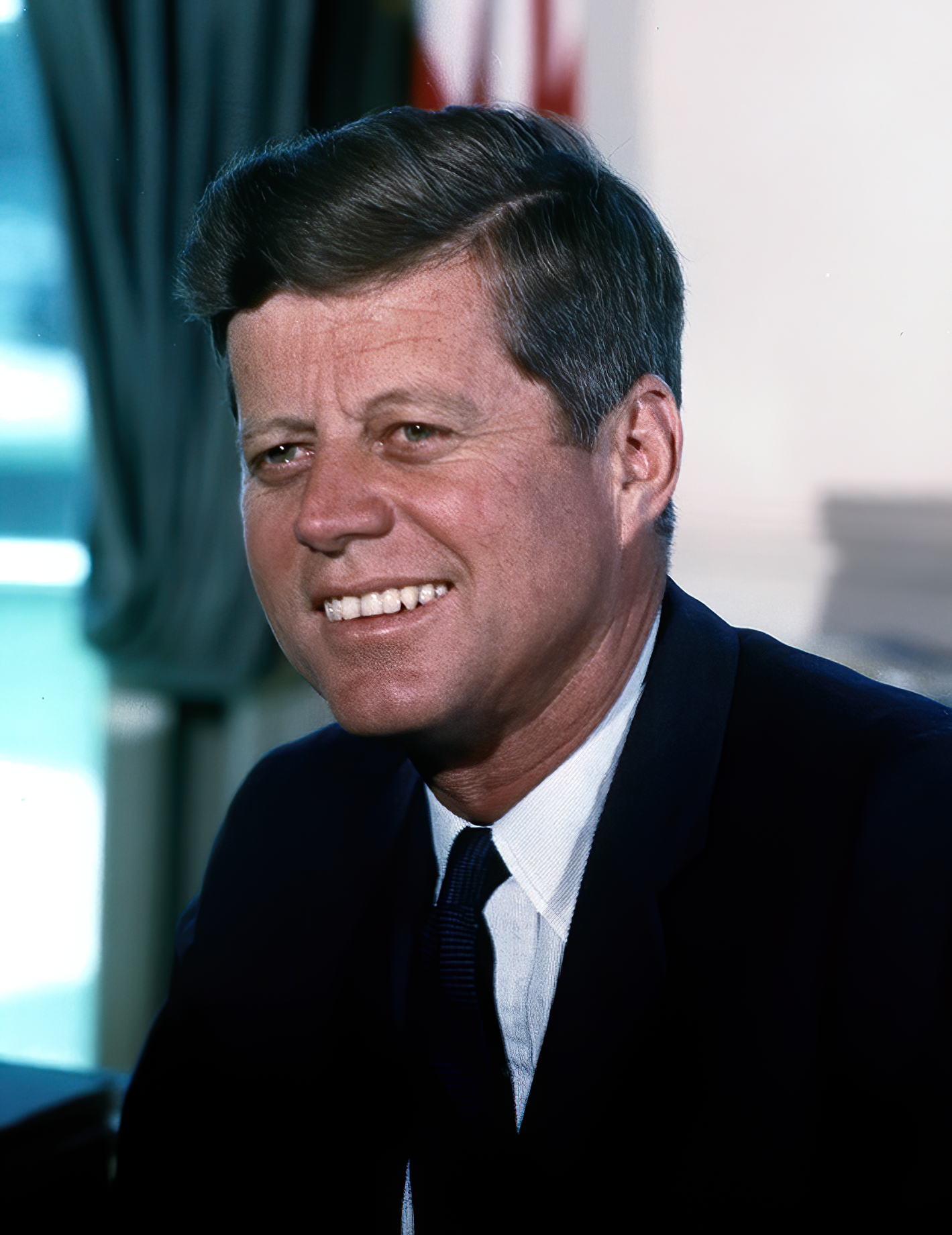
上院議員ジョン・F・ケネディ（マサチューセッツ州）
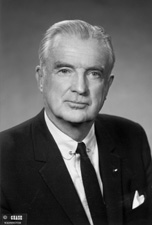
上院議員 スチュアート・サイミントン（ミズーリ州）
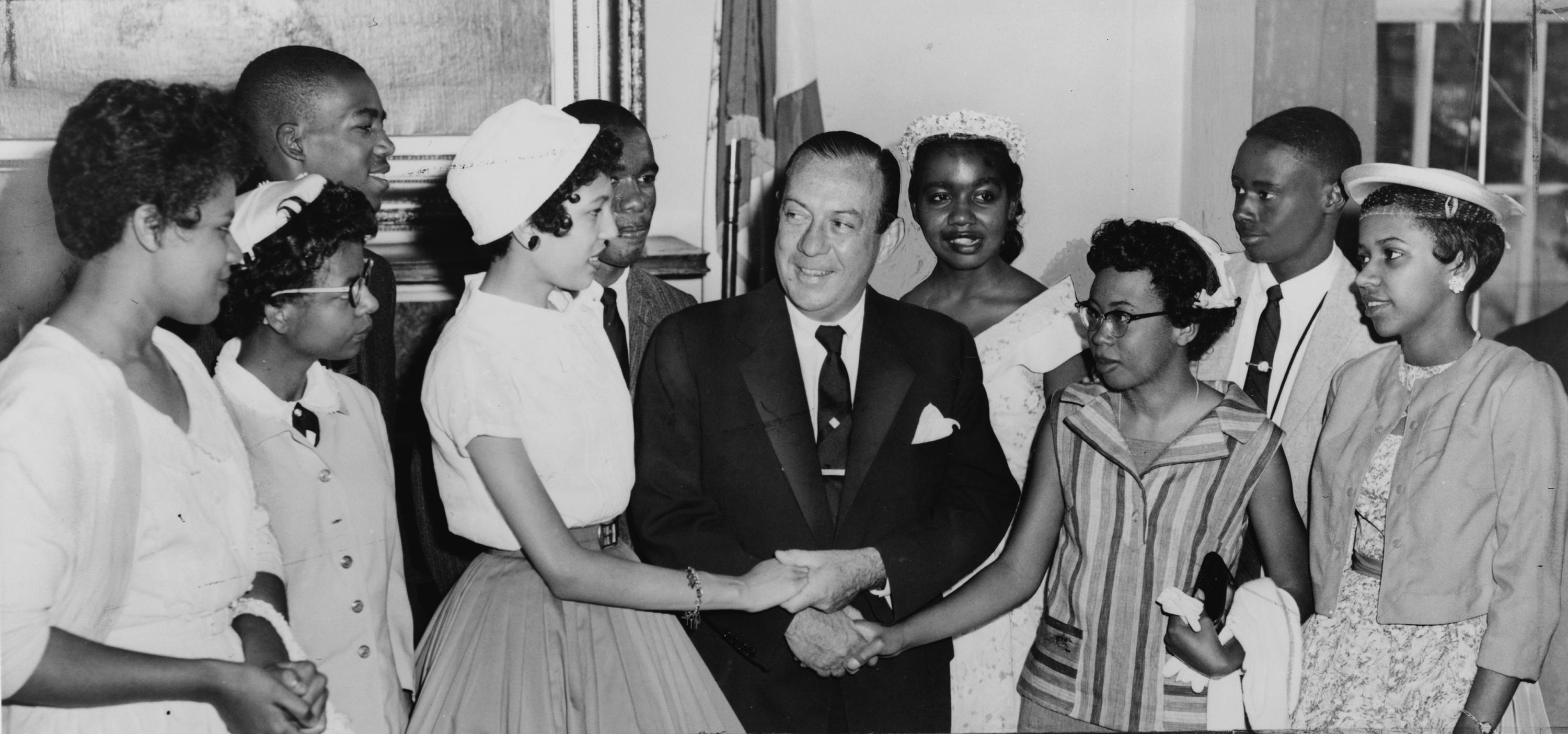
市長ロバート・F・ワグナー・ジュニア（ニュー・ヨーク州）

| 1956年民主党全国大会副大統領候補指名選挙             | 1956年民主党全国大会副大統領候補指名選挙 | 1956年民主党全国大会副大統領候補指名選挙 | 1956年民主党全国大会副大統領候補指名選挙 |
| 立候補者                                             | 第1回                                    | 第 2回（調整前）                         | 第 2回（調整後）                         |
| テネシー州選出上院議員エステス・キーフォーヴァー     | 466.5                                    | 551.5                                    | 755.5                                    |
| マサチューセッツ州選出上院議員ジョン・F・ケネディ    | 294.5                                    | 618                                      | 589                                      |
| テネシー州選出上院議員アルバート・ゴア・シニア       | 178                                      | 110.5                                    | 13.5                                     |
| ニューヨーク市長ロバート・F・ワグナー・ジュニア      | 162.5                                    | 9.5                                      | 6                                        |
| ミネソタ州選出上院議員ヒューバート・ハンフリー       | 134                                      | 74.5                                     | 2                                        |
| ノースカロライナ州知事ルーサー・H・ホッジズ          | 40                                       | 0.5                                      | 0                                        |
| P.T. Maner                                           | 33                                       | 0                                        | 0                                        |
| フロリダ州知事リロイ・コリンズ                       | 29                                       | 0                                        | 0                                        |
| ニューメキシコ州選出上院議員クリントン・アンダーソン | 16                                       | 0                                        | 0                                        |
| テネシー州知事フランク・G・クレメント                | 14                                       | 0                                        | 0                                        |
| カリフォルニア州司法長官パット・ブラウン             | 1                                        | 0                                        | 0                                        |
| テキサス州選出上院議員リンドン・B・ジョンソン        | 1                                        | 0                                        | 0                                        |
| ミズーリ州選出上院議員スチュアート・サイミントン     | 1                                        | 0                                        | 0                                        |
| ---------------------------------------------------- | ---------------------------------------- | ---------------------------------------- | ---------------------------------------- |

## 選挙結果
11月6日、アドレイ・スティーヴンソンとエステス・キーフォーヴァーは、アイゼンハウアー大統領とニクソン副大統領に大敗した。

## 註
1. ↑  Richard C. Bain and Judith H. Parris, Convention Decisions and Voting Records, pp. 294-298